# دیوید تورو
دیوید تورو (انگلیسی: David Toro; زاده ۲۴ ژوئن ۱۸۹۸ – درگذشته ۲۵ ژوئیهٔ ۱۹۷۷) سیاستمدار اهل بولیوی بود. وی از ۲۰ مه ۱۹۳۶ تا ۱۳ ژوئیه ۱۹۳۷ رئیس‌جمهور بولیوی بود.
دیوید تورو در ۲۵ ژوئیه ۱۹۷۷، در سن ۷۹ سالگی در تبعید در شیلی درگذشت.